# Melody Anderson

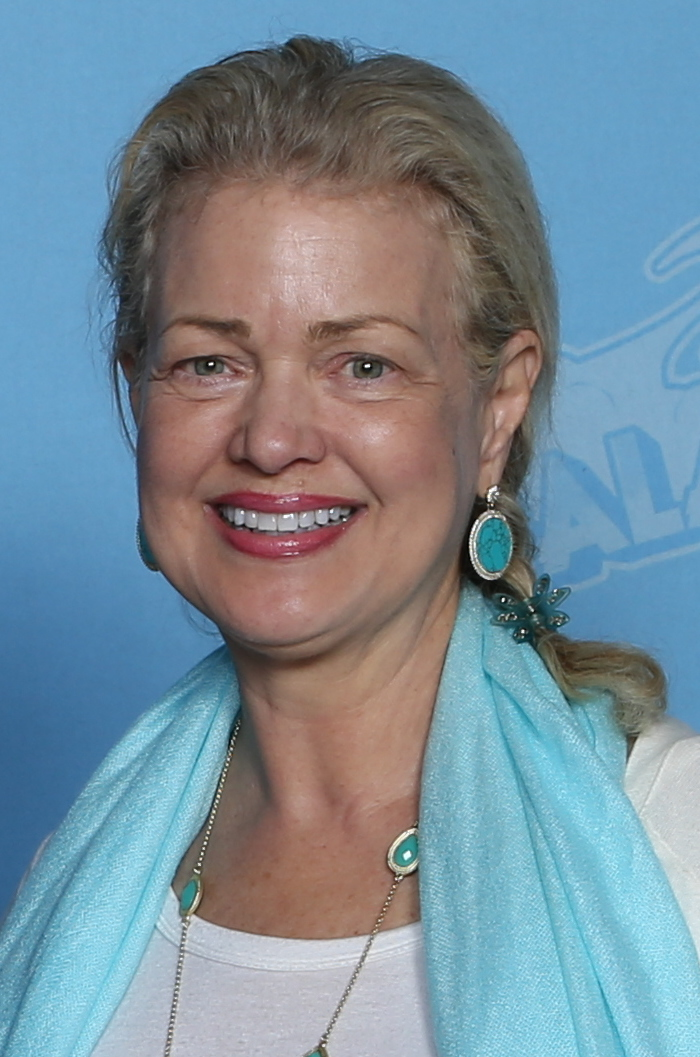
Melody Anderson (2020)

Melody J. Anderson (* 3. Dezember 1955 in Edmonton, Alberta) ist eine kanadische Schauspielerin und Sozialarbeiterin.

## Leben
Anderson absolvierte ein Journalismus-Studium an der Carleton University in Ottawa und war danach kurzzeitig für die Canadian Broadcasting Corporation als Reporterin tätig. Danach reiste sie als Journalistin durch Südostasien und Australien, bevor sie sich zu einer Karriere als Schauspielerin entschloss. Sie nahm in Los Angeles Schauspielunterricht bei Michael V. Gazzo und bekam bald ein erstes Engagement bei Showmaster Ed McMahon.
Als Postergirl für die amerikanische Werkzeugfirma Rigid Tools erlangte Melody Anderson eine gewisse Bekanntheit. 1980 erhielt sie im Science-Fiction-Film Flash Gordon die weibliche Hauptrolle der Dale Arden. Daraufhin folgten Auftritte in verschiedenen Serien und 1983 die Hauptrolle in der Serie Ein Fall für Professor Chase, die aber nach kurzer Zeit wieder abgesetzt wurde. Danach erhielt sie nur noch kleine Rollen in Serien und Fernsehfilmen, bis sie 1986 in der Abenteuerkomödie Feuerwalze mit Chuck Norris und Louis Gossett Jr. auftrat.
Mitte der 1990er Jahre zog sich Anderson von der Schauspielerei zurück und schloss 1997 an der New York University ihren Master als Sozialarbeiterin ab. Seither arbeitet sie als zertifizierte Familien- und Suchttherapeutin in Kalifornien und New York.

## Filmografie (Auswahl)
- 1979: Elvis – The King (Elvis, Fernsehfilm)
- 1979: Kampfstern Galactica (Battlestar Galactica, Fernsehserie, 1 Episode)
- 1980: Flash Gordon
- 1981: Tot & begraben (Dead & Buried)
- 1982: Dallas (Fernsehserie, 1 Episode)
- 1982: T.J. Hooker (Fernsehserie, 1 Episode)
- 1982: Ein Colt für alle Fälle (The Fall Guy, Fernsehserie, 2 Episoden)
- 1983: CHiPs (Fernsehserie, 1 Episode)
- 1983: Das A-Team (The A-Team, Fernsehserie, 1 Episode)
- 1983: Chefarzt Dr. Westphall (St. Elsewhere, Fernsehserie, 5 Episoden)
- 1983: Nacktes Verhängnis (Policewoman Centerfold, Fernsehfilm)
- 1983: Ein Fall für Professor Chase (Manimal, Fernsehserie, 8 Episoden)
- 1984: Ernie Kovacs: Between the Laughter (Fernsehfilm)
- 1984: High School U.S.A. (Fernsehfilm)
- 1986: Hotel (Triangles, Fernsehserie, 1 Episode)
- 1986: Finish – Endspurt bis zum Sieg (The Boy in Blue)
- 1986: Der Callgirl Club (Beverly Hills Madam, Fernsehfilm)
- 1986: Feuerwalze (Firewalker)
- 1987: Night Shadow – Schatten der Vergangenheit (Deep Dark Secrets, Fernsehfilm)
- 1989: Mord ist ihr Hobby (Murder, She Wrote, Fernsehserie, 1 Episode)
- 1989: Cannonball Fieber – Auf dem Highway geht’s erst richtig los (Speed Zone)
- 1989: Blutige Skizzen (Final Notice, Fernsehfilm)
- 1990: Hitler’s Daughter (Fernsehfilm)
- 1991: D.O.G. Verbotene Tricks (Under Surveillance)
- 1991–1992: Jake und McCabe – Durch dick und dünn (Jake and the Fatman, Fernsehserie, 6 Episoden)
- 1992: Fluch der Erinnerung (Landslide)
- 1992–1993: All My Children (Fernsehserie, 78 Episoden)
- 1993: Marilyn & Bobby: Her Final Affair (Fernsehfilm)
- 1995: Burkes Gesetz (Burke’s Law, Fernsehserie, 1 Episode)